# Hebdomon
Hebdomon fu il nome di un quartiere di Costantinopoli, corrispondente all'odierna Bakırköy, e per estensione il nome del palazzo imperiale bizantino che vi era costruito. Il quartiere si trovava nella zona sud-occidentale della città, lungo il Mar di Marmara, a sette miglia dal centro, come suggerito dal nome che significa "settimo".
Il palazzo imperiale era anche noto con il nome proprio Magnaura, ed era stato costruito dall'imperatore Valente. Il palazzo venne distrutto all'inizio del IX secolo da Krum.
Il quartiere ospitava la chiesa di San Giovanni in Hebdomon, dove l'imperatore Teodosio I pregò prima di partire per una campagna militare nell'ovest, nel primo atto di pubblica pietà cristiana della storia dell'Impero Romano. Il quartiere fu seriamente danneggiato dal terremoto del 568; in tale occasione crollò la colonna di porfido di Teodosio II, che era stata eretta di fronte al palazzo imperiale.
Una processione di ringraziamento per la sconfitta degli Avari nel 617 partiva da Hagia Sophia e giungeva al Tribunale del Campo Marzio, nel quartiere di Hebdomon; tale processione era ancora celebrata nel X secolo. Il campo di marte è stato il luogo dell'incoronazione di diversi imperatori bizantini.
L'imperatore Basilio I il Macedone celebrò due trionfi a Hebdomon. Nell'873 da qui partì la parata trionfale, che giunse ad Hagia Sophia attraverso la Porta d'Oro. Nell'879 venne accolto in Hebdomon dalla folla festante, e poi pregò a San Giovanni Battista in Hebdomon, da lui restaurata.
L'imperatore Basilio II Bulgaroctono vi fece erigere la propria tomba, oggi non più esistente perché demolita dai soldati crociati.